# 4230 van den Bergh
van den Bergh (asteróide 4230) é um asteróide da cintura principal com um diâmetro de 37,75 quilómetros, a 3,4228744 UA. Possui uma excentricidade de 0,1344983 e um período orbital de 2 872,63 dias (7,87 anos).
van den Bergh tem uma velocidade orbital média de 14,97722086 km/s e uma inclinação de 3,09648º.
Esse asteróide foi descoberto em 19 de Setembro de 1973 por Cornelis van Houten e Tom Gehrels. Foi nomeado em homenagem ao astrônomo neerlando-canadense Sidney van den Bergh.